# オッタヴィオ・イェンマ
オッタヴィオ・イェンマ（Ottavio Jemma, 1925年1月1日 - 2015年12月25日）は、イタリアの脚本家である。日本では英語読み的にオッタヴィオ・ジェンマ とも表記される。

## 来歴・人物
1925年（大正14年）1月1日に生まれる。生地に関しては公式ウェブサイトにも記述がない。
第二次世界大戦後の1950年（昭和25年）から1951年（昭和26年）にかけて、プロ・デオ（現在のグイド・カルリ社会科学国際自由大学）で映画脚本を専攻し、ニーノ・ゲッリ（Nino Ghelli）に師事する。同年、ルチアーノ・エンメルが監督した映画『スペイン広場の娘たち』で助監督を務め、同作は翌1952年（昭和27年）に公開された。1959年（昭和34年）、ルチオ・フルチ監督の『盗賊たち』の脚本に参加、脚本家としてデビューする。
満37歳を迎えた1962年（昭和37年）1月18日、エンツァ・サンポと結婚、のちに3児をもうける。
1968年（昭和43年）、パスクァーレ・フェスタ・カンパニーレが監督した『女性上位時代』の脚本執筆に参加、以降14年間に、同監督による17作の脚本執筆に参加した。1970年代には、カンパニーレのほか、サルヴァトーレ・サンペリ監督の『青い体験』（1973年）、『続・青い体験』（1974年）の脚本執筆に参加する。
1982年（昭和57年）、カンパニーレが監督した『トリエステから来た女』『死ぬよりも美しいこと』『貧乏な金持ち』の脚本に参加して以降はカンパニーレ作品から離れ、1986年（昭和61年）にカンパニーレが亡くなる のを挟んで、1988年（昭和63年）に公開されたマウリツィオ・ポンツィ監督の『大狐』で脚本執筆を再開するまで、6年間ブランクとなった。
1991年（平成3年）には、サルヴァトーレ・サンペリによるヒット作の第3作『青い体験2000』の脚本に参加、満80歳を迎えた2005年（平成17年）には、ジョン・アーヴィン監督の『ミネハハ 秘密の森の少女たち』にオリジナル脚本を執筆、提供している。2015年12月25日に亡くなるまで、執筆活動を継続していた。

## フィルモグラフィ
一部 を除きインターネット・ムービー・データベースに掲載された一覧である。

### 1960年代
- 『スペイン広場の娘たち』 Le ragazze di piazza di Spagna : 監督ルチアーノ・エンメル、1952年 - 助監督 [4]
- 『盗賊たち』 I ladri : 監督ルチオ・フルチ、1959年 - 原案・脚本
- 『ルチアーノ、燃えた生涯』 Luciano, una vita bruciata : 監督ジャン・ヴィットリオ・バルディ、1962年 - 脚本
- 『夫はコンドミニアムで』 Un marito in condominio : 監督アンジェロ・ドリンゴ、1963年 - 脚本
- 『神と格闘する男ジャコッベ』 Giacobbe, l'uomo che lottò con Dio : 監督マルチェッロ・バルディ、1963年 - 脚本
- 『サウルとダビデ』 Saul e David : 監督マルチェッロ・バルディ、1964年 - 脚本
- 『聖書の裁き』 I grandi condottieri : 監督マルチェッロ・バルディ / フランシスコ・ペレス・ドルス、1965年 - 脚本
- 『女性と性と超男性』 La donna, il sesso e il superuomo, 英語題 Fantabulous Inc. : 監督セルジオ・スピーナ、1967年 - 脚本
- 『女性上位時代』 La matriarca, 英語題 The Libertine : 監督パスクァーレ・フェスタ・カンパニーレ、1968年 - 原案・脚本
- 『彼女と彼』 L'assoluto naturale : 監督マウロ・ボロニーニ、1969年 - 脚本
- 『見えない女』 La donna invisibile : 監督パオロ・スピオーラ、1969年 - 脚本
- 『銃殺!ナチスの長い五日間』 Dio è con noi, 英語題 The Fifth Day of Peace : 監督ジュリアーノ・モンタルド、1969年 - 脚本
- 『全裸でどこ行くの?』 Dove vai tutta nuda? : 監督パスクァーレ・フェスタ・カンパニーレ、1969年 - 脚本

### 1970年代
- 『どんな愛をこめて』 Con quale amore, con quanto amore : 監督パスクァーレ・フェスタ・カンパニーレ、1970年 - 脚本
- 『女にしっぽがあったころ』 Quando le donne avevano la coda, 英語題 When Women Had Tails : 監督パスクァーレ・フェスタ・カンパニーレ、1970年 - 脚本
- 『死刑台のメロディ』 Sacco e Vanzetti : 監督ジュリアーノ・モンタルド、1971年 - 脚本
- 『男＋男＋男の冒険』 Uno + uno + uno verso l'avventura : 監督ピーノ・パッサラックァ、1971年 - 脚本
- 『ラ・カランドリア』 La calandria : 監督パスクァーレ・フェスタ・カンパニーレ、1972年 - 脚本
- 『女がしっぽを失くしたころ』 Quando le donne persero la coda : 監督パスクァーレ・フェスタ・カンパニーレ、1972年 - 脚本
- 『上院議員は女性がお好き』（別題『エロティシスト』） All'onorevole piacciono le donne (Nonostante le apparenze... e purché la nazione non lo sappia) : 監督ルチオ・フルチ、1972年 - 脚本
- 『青い体験』 Malizia, 英語題 Malicious : 監督サルヴァトーレ・サンペリ、1973年 - 脚本
- La sbandata : 監督アルフレード・マルファッティ、1974年 - 脚本・台詞
- 『続・青い体験』 Peccato veniale : 監督サルヴァトーレ・サンペリ、1974年 - 脚本
- 『俺は父親になる』 Le farò da padre : 監督アルベルト・ラットゥアーダ、1974年 - 脚本
- 『スキャンダル』 Scandalo : 監督サルヴァトーレ・サンペリ、1976年 - 脚本
- 『大統領夫人』 La presidentessa : 監督ルチアーノ・サルチェ、1977年 - 脚本
- 『SEX発電』 Conviene far bene l'amore : 監督パスクァーレ・フェスタ・カンパニーレ、1977年 - 脚本
- 『ヒッチハイク』 Autostop rosso sangue, 英語題 Hitch-Hike : 監督パスクァーレ・フェスタ・カンパニーレ、1977年 - 脚本
- Gegè Bellavita : 監督パスクァーレ・フェスタ・カンパニーレ、1978年 - 脚本
- Il corpo della ragassa : 監督パスクァーレ・フェスタ・カンパニーレ、1979年 - 脚本

### 1980年代
- 『夫は休暇に愛人は街に』 La moglie in vacanza... l'amante in città : 監督セルジオ・マルティーノ、1980年 - 脚本
- 『男女が決裂するとき』 Quando la coppia scoppia : 監督ステーノ、1980年 - 脚本
- 『大泥棒』 Il ladrone : 監督パスクァーレ・フェスタ・カンパニーレ、1980年 - 脚本
- 『お手をどうぞ』 Qua la mano : 監督パスクァーレ・フェスタ・カンパニーレ、1980年 - 脚本
- 『巧みな手』 Manolesta : 監督パスクァーレ・フェスタ・カンパニーレ、1981年 - 脚本
- 『禁断のインモラル』（別題『禁断のインモラル/魔性に彩られた処女喪失の館』） Casta e pura : 監督サルヴァトーレ・サンペリ、1981年 - 脚本
- 『ケツとシャツ』 Culo e camicia : 監督パスクァーレ・フェスタ・カンパニーレ、1981年 - 原案・脚本
- 『死ぬよりも美しいこと』 Più bello di così si muore : 監督パスクァーレ・フェスタ・カンパニーレ、1982年 - 脚本
- 『トリエステから来た女』 La ragazza di Trieste : 監督パスクァーレ・フェスタ・カンパニーレ、1982年 - 脚本
- 『貧乏な金持ち』 Un povero ricco : 監督パスクァーレ・フェスタ・カンパニーレ、1983年 - 脚本 [4]
- 『大狐』 Il volpone : 監督マウリツィオ・ポンツィ、1988年 - 脚本
- Il professore - Diva : 監督ステーノ、テレビ映画、1989年 - 脚本
- Mortacci : 監督セルジオ・チッティ、1989年 - 脚本

### 1990年代以降
- 『青い体験2000』 Malizia 2000 : 監督サルヴァトーレ・サンペリ、1991年 - 脚本
- 『ピッツァ・ファミーリア』 Pazza famiglia : 監督エンリコ・モンテザーノ、テレビ映画、1995年 - 原案・脚本
- 『ピッツァ・ファミーリア2』 Pazza famiglia 2 : 監督エンリコ・モンテザーノ、テレビ映画、1996年 - 脚本
- Il popolo degli uccelli : 監督ロッコ・チェザレオ、1999年 - 脚本協力
- Piccolo mondo antico : 監督シルヴェリオ・ブラージ、テレビ映画、2001年 - 脚本
- Incompreso : 監督エンリコ・オルドイーニ、テレビ映画、2002年 - 脚本
- 『パル街の少年たち』 I ragazzi della via Pál : 監督マウリツィオ・ツァッカーロ、テレビ映画、2003年 - 脚本
- 『ミネハハ 秘密の森の少女たち』 The Fine Art of Love: Mine Ha-Ha : 監督ジョン・アーヴィン、2005年 - オリジナル脚本

## 関連事項
- イタリア式コメディ
- グイド・カルリ社会科学国際自由大学（英語版）
- エンツァ・サンポ（イタリア語版）
- ジャン・ヴィットリオ・バルディ（イタリア語版）
- マルチェロ・バルディ（英語版）
- セルジオ・スピーナ（イタリア語版）
- ジュリアーノ・モンタルド（英語版）
- ピーノ・パッサラックァ（イタリア語版）
- マウリツィオ・ポンツィ（イタリア語版）
- セルジオ・チッティ（イタリア語版）
- エンリコ・モンテザーノ（イタリア語版）
- ロッコ・チェザレオ（ドイツ語版）
- セルジオ・マルティーノ
- シルヴェリオ・ブラージ（イタリア語版）
- エンリコ・オルドイーニ（イタリア語版）
- マウリツィオ・ツァッカーロ（英語版）

## 註
1. 1 2 3 4 5 6 7 8 9 10  Ottavio Jemma, インターネット・ムービー・データベース （英語）, 2011年2月9日閲覧。
2. ↑  Ottavio Jemma, allmovie （英語）, 2011年2月9日閲覧。
3. ↑  オッタヴィオ・ジェンマ、キネマ旬報映画データベース、2011年2月9日閲覧。
4. 1 2 3 4 5 6  Sito_di_Ottavio_Jemma, 公式ウェブサイト （イタリア語）, 2011年2月9日閲覧。
5. ↑  Pasquale Festa Campanile - IMDb（英語）, 2011年2月9日閲覧。